# Stare Grabie

Stare Grabie (prononciation : [ˈstarɛ ˈɡrabjɛ]) est un village polonais de la gmina de Wołomin dans le powiat de Wołomin de la voïvodie de Mazovie dans le centre-est de la Pologne.

## Histoire
De 1975 à 1998, le village appartenait administrativement à la voïvodie de Varsovie.